# Josef Pürer
Josef Pürer (Brno, 20 ottobre 1894 – Arsiero, 31 agosto 1918) è stato un aviatore austro-ungarico.
Josef Pürer fu uno dei piloti arrivati a sei vittorie dell'Impero austro-ungarico durante la prima guerra mondiale.

## Biografia e prima guerra mondiale
Josef Pürer è nato il 20 ottobre 1894 a Brno in una famiglia austriaca. La residenza dei suoi genitori era a Bad Schönau, nella Bassa Austria. Pürer iniziò a prestare servizio nell'esercito della Monarchia nel 1913 nel 2º Reggimento Campale. Quando scoppiò la guerra mondiale, arrivò al fronte russo. Il 1º gennaio 1916 fu assunto come sottotenente della riserva ed a luglio fece domanda per un corso di addestramento per osservatori d'aeroplano. Il 3 novembre 1916 fu diretto al fronte italiano, nella Flik 19, di stanza ad Aidussina. Presto consegue le sue prime vittorie: il 18 novembre, abbatte un ricognitore Voisin III a San Marco (Resana) ed il 28 dicembre con un altro comandante, Adolf Heyrowsky, un altro Voisin. Il 28 febbraio 1917, con il ricognitore Hansa-Brandenburg C.I, costringe all'atterraggio un Farman italiano. Il 17 aprile, di nuovo con Heyrowsky a Gorizia, abbatte un caccia Nieuport. Il 3 giugno 1917, con l'abbattimento di un altro Nieuport, ottenne la quinta vittoria aerea necessaria per lo status di Asso dell'aviazione. Il 19 giugno, Pürer e Stefan Fejes hanno abbattuto due Nieuport italiani, ma solo uno di loro è stato ufficialmente riconosciuto.
Il 17 agosto 1917, fu reindirizzato al fronte rumeno, alla Flik 29. Poco dopo, si ammalò e fu ricoverato in ospedale per un lungo periodo, quindi tornò in Isonzo, nella Flik 57 da ricognizione a distanza. All'inizio del 1918 diventa un pilota, poi effettua un corso per piloti da caccia ed ottiene l'abilitazione a luglio. Poi è va a Romagnano (Trento) nella Flik 3J da caccia.
Il 31 agosto 1918 svolse un pattugliamento come membro di sei caccia Albatros D.III quando due dei suoi compagni si separarono per attaccare un esploratore britannico solitario. Nel frattempo, però, un caccia inglese li ha attaccati ed il britannico Sidney Cottle ha colpito l'aereo di Pürer, che ha impattato in una montagna nell'area italiana vicino al Ponte della Strenta di Arsiero.